# التوسع الإقليمي للولايات المتحدة

خريطة العالم وبها أراضي الولايات المتحدة باللون الأخضر

تشمل أراضي الولايات المتحدة أي منطقة تقع ضمن نطاق الولاية السيادية لحكومة الولايات المتحدة الفيدرالية؛ بما في ذلك جميع المياه المحيطة بالجزر أو الأراضي القارية الأمريكية، والسفن التابعة للبحرية الأمريكية. تفرض الولايات المتحدة حقها السيادي في استكشاف أراضيها، واستغلالها، والمحافظة عليها، وإدارتها. تضم الولايات المتحدة جميع الأراضي التابعة للحكومة الفيدرالية الأمريكية (بما في ذلك الأراضي التي تقع على بعد من الولايات المتحدة) للأغراض الإدارية وغيرها. تشمل أراضي الولايات المتحدة الكلية مجموعة فرعية من التقسيمات الإدارية الأمريكية.

## أراضي الولايات المتحدة
تشمل أراضي الولايات المتحدة بقاع الأرض التي تخضع لسيطرة حكومة الولايات المتحدة الفيدرالية. تخضع عدة مناطق، ومديريات، وتقسيمات إلى إشراف حكومة الولايات المتحدة الفيدرالية. تضم أراضي الولايات المتحدة منطقة جغرافية مُحددة بوضوح، وتشير إلى المناطق البرية والبحرية والجوية التي تخضع لسلطة حكومة الولايات المتحدة الفيدرالية (التي لا تقتصر على تلك الأراضي فقط).

### دستور الولايات المتحدة
وفقًا للمادة الرابعة من الدستور الأمريكي، تنتمي الأراضي الأمريكية إلى الولايات المتحدة وتخضع لسلطتها (حتى وإن كانت لا تقع داخل الحدود الوطنية لأي ولاية تابعة للاتحاد). تشمل تلك الأراضي أي مساحات من الأراضي أو المياه التي لا تقع داخل حدود أي ولاية، ولا تُعد ولاية مستقلة تابعة للاتحاد الأمريكي.

ينص دستور الولايات المتحدة على:
«يتمتع الكونغرس بصلاحية وضع جميع القواعد والتنظيمات التي تقتضيها الضرورة الخاصة بالأراضي والممتلكات التابعة للولايات المتحدة؛ ولا يجوز تأويل أي بند منصوص عليه في هذا الدستور للطعن في أحقية الولايات المتحدة أو ولاياتها بأراضيها» – المادة الرابعة، دستور الولايات المتحدة

### كونغرس الولايات المتحدة
يتمتع الكونغرس بصلاحية تعيين نطاق سلطة الحكومات الإقليمية داخل حدود الولايات المتحدة. تتسم سلطة الكونغرس على مثل تلك الأراضي بأنها حصرية وشاملة. لا تخضع تشريعات الكونغرس لسيطرة أي جهة إلا في حالة التنازل عن تلك الصلاحيات بعبارة صريحة إلى إقليم بعينه بموجب قانون صادر من الكونغرس. يتمتع الكونغرس الأمريكي بصلاحية تعيين التقسيمات الإدراية لأراضي الولايات المتحدة بصفة حصرية.

### المحكمة العليا للولايات المتحدة
تُعد جميع الأراضي الواقعة تحت سيطرة الحكومة الفيدرالية جزءًا من الولايات المتحدة فيما يتعلق بالشؤون القضائية. أقرت المحكمة العليا الأمريكية بأن نطاق الدستور يمتد تلقائيًا ليشمل تلك الأراضي، وذلك بعد سلسلة من المرافعات تُعرف بـ «القضايا الجزرية» في الفترة 1901–1905. وفي ذات الوقت أرست المحكمة العليا مبادئ الاتحاد الإقليمي. طبقًا لتلك المبادئ، يُطبق الدستور بشكل كامل على الأراضي المتحدة مع الولايات المتحدة مثل هاواي وألاسكا، بينما يُطبق الدستور بشكل جزئي على الأراضي التي لم تتحد بعد مع الولايات المتحدة مثل بورتوريكو وغوام والفلبين. نصت أحد أحكام المحكمة العليا عام 1945 على أن مصطلح الولايات المتحدة يحمل ثلاثة معانٍ مختلفة على حسب السياق:
«يحمل مصطلح الولايات المتحدة عدة معانٍ مختلفة. فقد يشير إلى اسم الدولة السيادية التي تحتل وضعًا مشابهًا لوضع الدول السيادية الأخرى المماثلة. وقد يشير في أحيان أخرى إلى الأراضي التي تمتد إليها سيادة الولايات المتحدة، أو قد يُعد اسمًا شاملًا للولايات المتحدة في إطار الدستور» – قضية شركة هوفن وأليسون ضد إيفات، المجلد رقم 324 من قضايا المحكمة العليا (1945)

### وزارة الداخلية الأمريكية
وزارة الداخلية الأمريكية مكلفة بإدارة الشؤون الفيدرالية داخل أراضي الولايات المتحدة، وهي مسؤولة عن نطاق واسع من الالتزامات مثل تنظيم الحكومات الإقليمية والإشراف على الأراضي العامة وغيرها. وزارة الداخلية الأمريكية غير مسؤولة عن الحكومات المحلية أو الإدارات المدنية إلا في حالة محميات السكان الأصليين، وذلك بواسطة مكتب شؤون السكان الأصليين، إلى جانب الأراضي التي يديرها مكتب الشئون الجزرية. ويستثنى من ذلك جزر بالميرا المرجانية التي تُعد الأثر المتبقي من مستعمرة هاواي السابقة اعتبارًا من 1959، حيث تتولى أمانة الشؤون الداخلية والمؤسسة الأمريكية للأسماك والحياة البرية إدارة تلك الجزر اعتبارًا من عام 2001.

## تقسيمات الولايات المتحدة

### الولايات والأراضي وتقسيماتها الفرعية
تنقسم الولايات المتحدة المتجاورة وألاسكا وهاواي إلى عدة مناطق إدارية أصغر حجمًا، وهي تُعرف بالمقاطعات في 48 ولاية من أصل 50، بينما تُعرف بالبلدان في ألاسكا وبالأبرشيات في لويزيانا. تضم المقاطعة الواحدة عددًا من المدن والقرى، أو جزءًا منها. تتسم تلك المقاطعات بدرجات متفاوتة من الأهمية القانونية. يشير مصطلح البلدة في الولايات المتحدة إلى منطقة جغرافية صغيرة. يُستخدم هذا المصطلح بطريقتين: بلدة المساحة، وهي تمثل المرجع الجغرافي المستخدم في تحديد مواقع الممتلكات المنصوص عليها في صكوك الأراضي؛ أما البلدة المدنية فهي وحدة تابعة للحكومة المحلية، وهي في الأصل منطقة ريفية.
تنتمي بعض الولايات إلى كتلة واحدة بناءً على اللهجة الإنجليزية السائدة فيها، وتحديدًا ما يُعرف باللهجة الأمريكية الجنوبية.
تنقسم الأراضي الأمريكية إلى تقسيمات إدارية قانونية، مثل المناطق الجغرافية التي تخضع لسلطة الحكومة. تخضع العاصمة واشنطن والأقاليم الأمريكية إلى سلطة الكونغرس المباشرة، ورغم ذلك يُسمح لتلك الأقاليم بأن تحكم نفسها حكمًا محليًا. تتولى حكومة الولايات المتحدة بنفسها مسؤولية العلاقات الأجنبية بموجب الدستور الأمريكي عوضًا عن حكومات الولايات أو الأقاليم.
تتولى الحكومة الفيدرالية إدارة الأراضي الحبيسة الفيدرالية مثل: القواعد العسكرية المحلية والمتنزهات الوطنية. تتشارك الحكومة الفيدرالية سلطتها مع حكومات الولايات بدرجات متفاوتة في حالة الأراضي الفيدرالية المملوكة سابقًا للولاية.

### تاريخ أراضي الولايات المتحدة
تتبع أقاليم الولايات المتحدة في بعض الأحيان سلطة تشريعية منفصلة، بالإضافة إلى حاكم إقليمي ومسؤولين يعينهم الرئيس الأمريكي ويوافق عليهم مجلس الشيوخ. قُسمت أراضي الولايات المتحدة في الماضي إلى أراضٍ منظمة وأراضٍ غير منظمة. في الأصل كانت الأراضي غير المنظمة إما مناطق غير مأهولة بالسكان أو مناطق محجوزة للسكان الأصليين من قبل الحكومة الفيدرالية الأمريكية. وفي الوقت المعاصر يشير مصطلح «غير منظمة» إلى مدى الحكم الذاتي الذي تتمتع به تلك المناطق.
عقب قضايا المحكمة العليا التي انعقدت بعد الحرب الأمريكية الإسبانية، توجب على الولايات المتحدة أن تقرر كيفية التعامل مع الأراضي التي حصلت عليها مؤخرًا مثل الفلبين، وبورتوريكو، وغوام، وجزيرة ويك، وغيرها من المناطق التي لم تكن جزءًا من القارة الأمريكية ولم تكن تنوي الانضمام للاتحاد بضرورة الحال. وبناءً على أحكام المحكمة الدستورية العليا، فرقت الولايات المتحدة بين الأراضي التابعة لاتحاد الولايات الأمريكي والأراضي غير التابعة للاتحاد. الأراضي التابعة للاتحاد هي في الأساس أراضٍ اتحدت مع الولايات المتحدة على نحو لا رجعة فيه، ويُطبق عليها قوانين دستور الولايات المتحدة بشكل كامل. أما الأراضي غير التابعة للاتحاد فهي أراضي تقع تحت سيطرة الولايات المتحدة ويطبق عليها الكونغرس الأمريكي أجزاءً مختارة من الدستور. وفي الوقت الحالي، الإقليم الأمريكي الوحيد غير المنظم التابع للاتحاد هو جزر بالميرا المرجانية.